# ديف أولين
ديف أولين هو سياسي أمريكي، ولد في 1947. نشط حزبياً في حزب العمال المزارعين الديمقراطيين في مينيسوتا والحزب الديمقراطي. وقد انتخب عضو مجلس نواب مينيسوتا ‏.